# Yanta
Yanta är ett stadsdistrikt i Xi'an i Shaanxi-provinsen i norra Kina.